# 円谷義広

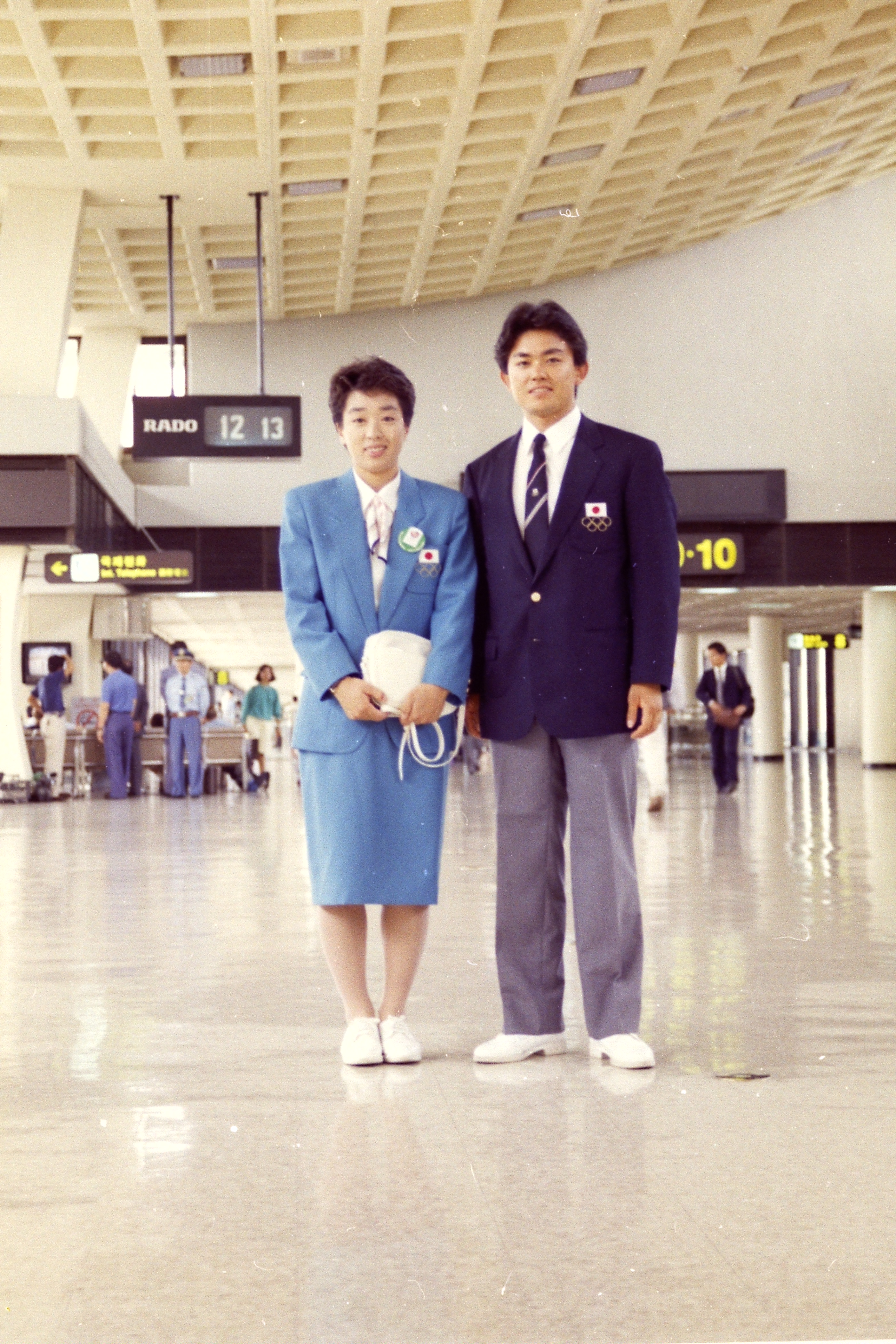
1988年ソウルオリンピック開催時、橋本聖子と金浦国際空港にて

円谷 義広（つむらや よしひろ、1964年10月1日 - ）は、福島県郡山市出身の元自転車競技選手。

## 自転車競技での戦績
日本大学商学部在学時、

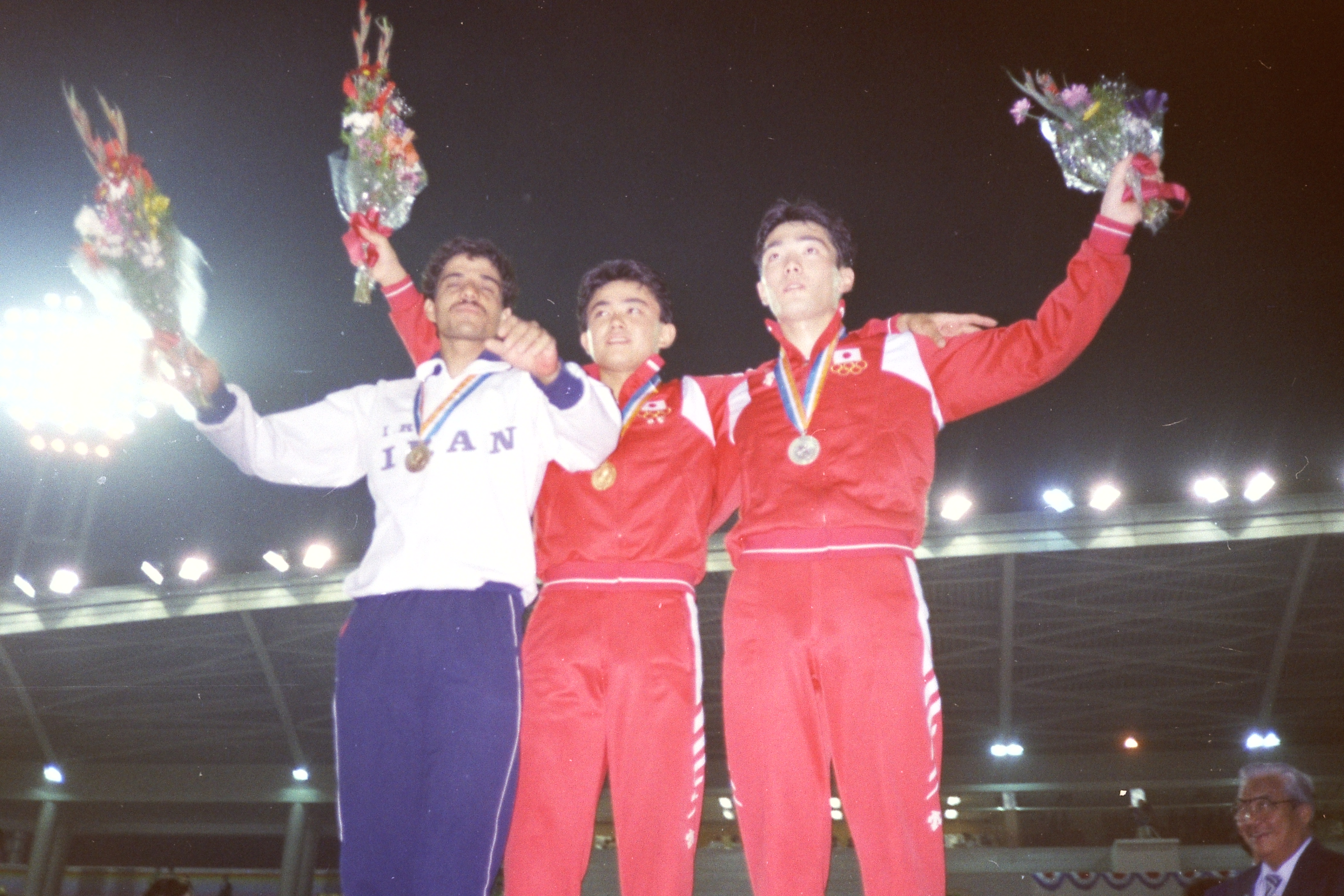
1986年アジア大会の4,000M個人で優勝時の表彰式にて（中央）

- 1982～1986年、全日本学生選手権 4,000M個人追抜で優勝（4年連続）。1984年の4,000M個人追抜において日本記録更新。
- 1982～1988年、国民体育大会 4,000M団体追抜で優勝（6年連続）。
- 1985年・1987年、世界自転車選手権日本代表。
- 1986年、アジア大会（韓国・ソウル） 4,000M個人及び団体追抜で優勝。個人追抜においては日本・アジア記録を更新。
- 1984年、ロサンゼルスオリンピック・団体追抜に出場し、11位。

その後、日本鋪道（チームNIPPO）に加入。
- 1987年、スーパークリテリウムで優勝。
- 1987年、国民体育大会 50KMポイントレースで優勝。
- 1988年、国際ロード名古屋大会で優勝。
- 1988年、全日本選手権　4,000M個人追抜で優勝。
- 1988年、ソウルオリンピックの自転車競技では、個人ロードレース（95位）とポイントレース（予選14位敗退）に出場した。
- 1987年・1988年、日本スポーツ大賞 優秀選手賞受賞。

現在、福島県須賀川市で物流企業を営んでいる。